# 矽酸鹽鈣鈦礦結構
矽酸鹽鈣鈦礦結構（Silicate perovskite；(Mg,Fe)SiO
3，亦作矽酸鹽鈣鈦礦相）是一種矽酸鹽的鈣鈦礦結構，當中含鎂的被稱為
布里奇曼石（亦作橋錳礦，是尖晶橄榄石經高壓後相變的產物；而含有矽酸鈣 （CaSiO
3）的則被稱為davemaoite。這些矽酸鹽鈣鈦礦結構在地表很不穩定，所以主要存在於地函下部670至2,700 km（420至1,680 mi）深的範圍。